# هيران أحمد
هيران أحمد (6 أبريل 2000) هو لاعب كرة قدم عراقي محترف ولد في ألمانيا. يلعب في مركز خط الوسط في نادي القوة الجوية، ويلعب مع المنتخب الوطني العراقي، كما لعب سابقا لصالح نادي ثون.